# Sciadonus jonassoni
Sciadonus jonassoni är en fiskart som först beskrevs av Nybelin, 1957.  Sciadonus jonassoni ingår i släktet Sciadonus och familjen Aphyonidae. Inga underarter finns listade i Catalogue of Life. Arten förekommer i östra Atlanten.